# Louis Wenger
Louis Wenger (Lausanne, 31 mei 1809 - Aubonne, 11 augustus 1861) was een Zwitsers politicus voor de linkse radicalen uit het kanton Vaud.

## Biografie

### Architect
Louis Wenger volgde een architectenopleiding en studeerde onder meer in Parijs (1827-1830). Hij ontwierp onder meer de eerste kazernes van Bière en in Lausanne het gebouw van het Arlaud-museum, het blindentehuis, het gebouw van de douane (vandaag bibliotheek) en de ondertussen afgebroken vrouwengevangenis. Van 1854 tot 1861 was hij intendant van de Munitiefabriek van Aubonne.

### Politicus
Hij zetelde in de gemeenteraad van Lausanne van 1842 tot 1843 en van 1848 tot 1854. Vanaf 1843 tot zijn overlijden was hij voor de linkse radicalen lid van de Grote Raad van Vaud, waarvan hij voorzitter was in 1846, in 1854, in 1856, in 1858, in 1860 en in 1861.
In 1848 was hij lid van de Tagsatzung. Na de aanname van de Zwitserse Grondwet van 1848 die van Zwitserland een federale staat maakte, zetelde hij als linkse radicaal na de parlementsverkiezingen van 1851 in de Nationale Raad. Hij zou er gedurende één legislatuur zetelen, tot de parlementsverkiezingen van 1854. Hij was tevens tweemaal lid van de Kantonsraad, een eerste maal van 1848 tot 1849 en een tweede maal van 1855 tot zijn overlijden in 1861. In de Bondsvergadering legde hij zich vooral toe op het dossier van de spoorwegen, en in het bijzonder op de aanleg van een spoorlijn tussen La Neuveville en Biel/Bienne.

## Trivia
- Louis Wenger was een schoonbroer van politicus Henri Fischer.
- Van 1848 tot 1853 was hij plaatsvervangend rechter in de kantonnale rechtbank van Vaud.
- Van 1852 tot 1854 was hij voorzitter van de Oorlogsraad. Hij was tevens majoor bij de artillerie van het Zwitsers leger.